# Ракурсний план
Ракурсний план — конкретна позиція камери (фото або відео), що веде зйомку по відношенню до об'єктів, які знімають. План може знаходиться нижче рівня об'єкта, що знімають, та нижче рівня очей людини. Або навпаки — зйомка ведеться «з верхньої точки», вище за рівень очей. Зазвичай же плани знімають на рівні очей людини, а під час інтерв'ю камеру виставляють на рівні очей інтерв'юйованого.
План — це масштаб зображення в кадрі. Розрізняють 6 планів (стосовно показу людини на екрані):
1. Далекий — людина на повний зріст і середовище (воно є головним змістом кадру), що її оточує.
2. Загальний — людина зображена на повний зріст.
3. Середній план — людина вище за коліна.
4. Перший план — людина вище за пояс.
5. Близький план — голова людини.
6. Деталь.

Слово «ракурс» означає кут нахилу оптичної осі камери по вертикалі. Зйомка ракурсу дозволяє ніби поєднувати точку зору камери з точкою зору персонажа, який може спостерігати явище згори або знизу. Ракурс на близькому плані дає можливість підкреслити міміку обличчя; на загальному — показати рух великих людських мас. Але перспективні спотворення, що мають місце при ракурсі, призводять до деформації предметів і явищ. Тому в сучасному кінематографі ракурс використовується лише в тих випадках, коли допомагає розкрити ідею драматургії.